# Средние Челны (Нурлатский район)
Сре́дние Челны́ (тат. Урта Чаллы) — деревня в Нурлатском районе Республики Татарстан, в составе Старочелнинского сельского поселения.

## Этимология названия
Топоним произошел от татарского слова «урта» (средний) и гидронима «Чаллы» (Челнинка).

## География
Деревня находится близ границы с Самарской областью, на реке Челнинка, в 15 км к северо-востоку от города Нурлат.

## История
Деревня основана во второй половине XVIII века. 
До 1860-х годов жители относились к категории государственных крестьян. Занимались земледелием, разведением скота. 
В начале XX века в деревне функционировали мечеть, мелочная лавка. В этот период земельный надел сельской общины составлял 767 десятин. До 1920 года деревня входила в Старо-Челнинскую волость Чистопольского уезда Казанской губернии. С 1920 года в составе Чистопольского кантона ТАССР. С 10 августа 1930 года в Октябрьском (с 10 декабря 1997 года —  Нурлатский) районе.

## Население
| 1859 | 1897 | 1908 | 1920 | 1926 | 1938 | 1958 | 1970 | 1979 | 1989 | 2002 | 2008 | 2010 |
| ---- | ---- | ---- | ---- | ---- | ---- | ---- | ---- | ---- | ---- | ---- | ---- | ---- |
| 277  | 494  | 557  | 759  | 521  | 353  | 282  | 354  | 267  | 198  | 289  | 235  | 239  |

Национальный состав села: татары.

## Экономика
Жители занимаются полеводством, молочным скотоводством, овцеводством.

## Объекты образования и культуры
Начальная школа, клуб.

## Религиозные объекты
Мечеть.